# マリア・ダス・ネヴェス
マリア・ダス・ネヴェス （ポルトガル語: Maria das Neves Ceita Baptista de Sousa, 1958年- ）は、サントメ・プリンシペの政治家。サントメ・プリンシペ解放運動社会民主党 (MLSTP/PSD)所属。同国初の女性首相である。
サントメ・プリンシペ財務省で勤務後、アフリカ開発銀行に勤めた。2002年から2004年まで首相を務めた（2003年7月16日から同年7月23日までは空位）。
| スタブアイコン | サブスタブ | この項目は、まだ閲覧者の調べものの参照としては役立たない、人物に関連した書きかけの項目です。この項目を加筆・訂正などしてくださる協力者を求めています（P:人物伝/PJ:人物伝）。 |